# Kidd
Nicholas Westwood Kidd (født 31. marts 1989 i Dundee, Skotland), bedre kendt under kunstnernavnet Kidd eller Heimdals Sidste Vogter, er en dansk rapper. Han står bag undergrundshits som "Kysset med Jamel" og "Gøre sin ting",  samt hittet "Ik lavet penge".
De første udgivelser fra Kidd blev udgivet via YouTube og opnåede betydelig gennemslagskraft og Kidd blev hurtig anset for en del af den nye generation af danske rappere.

## Karriere
Kidd udgav den 9. september 2011 singlen "Ik lavet penge" på YouTube. Singlen blev hurtigt et hit, og i oktober 2011 udgav Kidd sin debut-EP med titlen Greatest Hits 2011. og blev i oktober måned 2011 det mest downloadede danske album på iTunes. "Ik lavet penge" blev inkluderet på Absolute Hits 2011, udgivet den 7. november 2011. EP'en Greatest Hits 2011 opnåede blandede anmeldelser blandt kritikerne i de etablerede medier. Den kommercielle succes med EP'en har givet Kidd en betydelig medieomtale. Kidd blev i oktober måned 2011 nomineret til prisen "Årets innovatør" ved Danish Music Awards. Han optrådte til Danish Music Awards med "Ik lavet penge".

Trods sin hurtige succes og lovende fremtid, udmeldte Westwood på sin Twitter-profil onsdag den 4. januar 2012, at han stoppede sin karriere
Søndag den 8. januar 2012 besøgte Westwood programmet Clement Søndag på DR1. Her slog han fast at Kidd-projektet var et overstået kapitel. Han afslørede at det hele startede som en joke med nummeret "Kysset med Jamel" og at numrene, der senere er blevet kæmpe hits, højst tog 7-10 minutter at skrive. Westwood ville sætte fokus på hvor ukritiske mennesker er.
Som afslutning på sin karriere, holdt Han en "afskedskoncert" i Lille Vega, men blot et år senere udkom dokumentarfilmen "Kidd life" og de to nye sange "16" og "Fetterlein". Den 27. september 2013 holdt han og resten af CHEFF records en kæmpe koncert i Store Vega, og Kidd har nu klargjort, at han ikke vil stoppe med musik.
Den 19. januar 2012 blev Kidd politianmeldt for dødstrusler mod Pia Kjærsgaard og Morten Messerschmidt, efter at han i et interview ytrede "Jeg håber, at nogen dræber dem."
Singleforløberen "Brunt øje" fra albummet "Kiddæssancen" udkom eksklusivt på Spotify den 14. marts 2014, mens det blev udgivet officielt den 17. marts 2014.
Den 23. marts 2015 udgav han singlen, "Ruller Stadig", under sit nye kunstnernavn, Heimdals Sidste vogter. Dette er den første single fra hans kommende EP.
Kidd gæstede i marts 2015 Jarins Corner, hvor han fortæller om sit nye projekt som Heimdals Sidste Vogter og spillede sin nye single, "Ruller Stadig" for første gang.
Den 23 september 2016 udgav han endnu en single under navnet Kidd. Den hed "Kidd er din far".
I 2021 udgav han en single under navnet Kidd ved navn "Buongiorno". det er produceren Tais samt Asmus og Emil Harm.
I 2024 udkom albummet "Og så videre", der var opfølgeren til Kidæssancen.

## Diskografi
| - "Kysset med Jamel" (2011) - "Ik' lavet penge" (2011) - "Uhh det er så svært at være så god" (2011) - "Nordhavn" (2012) - "16" (2012) - "Fetterlein" (2012) - "Brunt øje" (2014) - "Ryst pagne" (2014) - "Ruller stadig" (2015) - "Kidd er din far" (2016) - "Nu' Det Nöel" (feat. Lord Siva) (2016) - "Bedre" (2017) - "Kælker" (2017) - "Gang Igen" (2020) - "Bare Dans" (2020) - "Uh" (2020) - "Buongiorno" (2021) - "Slikhår" (2021) - "Hovsa" (2023) | - Det du ikk fik #1 (2011) - Mine Venner Snakker EP (2011) - Greatest Hits 2011 (2011) - Kiddæssancen (2014) - Medina "Synd for dig" (Eloq remix, 2011) - Nik & Jay - Gi Mig Dine Tanker Pt. 2 Feat. Young, Kesi, Kidd & Gilli - TopGunn, Kidd & Abbaz - Snakker om os - Kato - Danmark (feat. Kidd) - Medina - "Strip pt. 1" (Feat. Kidd) - Medina - "Strip pt. 2" (Feat. Kidd) - Danser Med Piger - Kemikalier (feat. Kidd) |